# Tipar înalt

Conceptul de bază al tiparului înalt.
A reprezintă clișeul;
B reprezintă hârtia;
Liniile negre îngroșate reprezintă suprafețele pe care s-a aplicat cerneală (grosimea stratului de cerneală este mult exagerată pentru ilustrare.)

Tiparul înalt este un procedeu de imprimare a textului și imaginilor unde suprafața activă a clișeului tipografic este reliefată față de suprafața neutră, spre deosebire de tiparul adânc unde suprafața activă este gravată în adâncime. Pe suprafața activă, a cărei orientare este inversată, se aplică cerneală iar apoi este presată într-o coală de hârtie pentru a obține o imagine pozitivă orientată de la stânga la dreapta. Presarea foii de hârtie se face de obicei fie cu ajutorul unei plăci suprapuse peste aceasta, fie cu o rolă.
Imprimeurile obținute prin acest procedeu, în special cele artistice, se numesc stampe.
Familia tehnicilor tiparului înalt include xilogravura, metalogravura, gravura chimică în relief, linogravura, unele tipuri de colografie ș.a.
Imprimarea tradițională a textului cu blocuri mobile este de asemenea o tehnică a tiparului înalt. Aceasta a însemnat că xilogravurile erau mult mai ușor de folosit ca ilustrații pentru cărți, putând să fie imprimate împreună cu textul. Ilustrațiile în adâncime, trebuiau imprimate separat.
Tiparul înalt reprezintă una dintre familiile tradiționale ale tehnicilor de stampare, împreună cu familiile tiparului adânc și tiparului plan.  Progresele moderne au dus la apariția și altor tipuri.